# ساویو اولیویرا دو والی
ساویو اولیویرا دو والی (به پرتغالی: Sávio Oliveira do Vale) هافبک اهل برزیل است که در شهر Rio Grande و در تاریخ ۱ نوامبر ۱۹۸۴ به دنیا آمده‌است.
ساویو اولیویرا دو والی در تیم‌های فوتبال Pelotas سابقهٔ حضور دارد.